# Rookie Blue
Pour les articles homonymes, voir Rookie (homonymie).
Rookie Blue (Les Recrues de la 15e au Québec) est une série télévisée canadienne en 74 épisodes de 42 minutes créée par Morwyn Brebner, Tassie Cameron et Ellen Vanstone, diffusée entre le 24 juin 2010 et le 29 juillet 2015 sur le réseau Global et en simultané sur le réseau ABC aux États-Unis.
En France, la série est diffusée depuis le 15 novembre 2010 sur 13e rue, et depuis le 5 janvier 2015 sur NRJ 12. En Belgique, depuis le 27 mai 2014 sur La Une, au Québec, depuis le 15 février 2011 sur AddikTV et en Suisse, depuis mai 2011 sur RTS Un.

## Synopsis
Cinq jeunes bleus inexpérimentés qui sortent à peine de l'académie de police sont affectés dans le même commissariat de la 15e division de la ville de Toronto. Ces jeunes font des gaffes, comme griller un policier sous couverture, ou actionner une arme de service dans les vestiaires. La moindre petite erreur pour les cinq bleus peut avoir des conséquences fatales...

## Distribution

### Acteurs principaux

#### Recrues
- Missy Peregrym (VF : Christine Bellier) : agent stagiaire, puis agent puis officier instructeur Andrea « Andy » McNally-Swarek
- Gregory Smith (VF : Hervé Rey) : agent stagiaire, puis agent puis lieutenant stagiaire Dov Epstein
- Charlotte Sullivan (VF : Pamela Ravassard) : agent stagiaire, puis agent puis officier instructeur Gail Peck
- Enuka Okuma (VF : Alice Taurand) : agent stagiaire, puis agent, puis lieutenant stagiaire, puis lieutenant puis chef de la lutte anti-gang Traci Nash
- Travis Milne (VF : Alexandre Guansé) : agent stagiaire, puis agent puis officier instructeur Chris Diaz
- Peter Mooney (VF : Stéphane Pouplard) : agent stagiaire, puis agent Nick Collins (depuis la saison 3)
- Priscilla Faia (VF : Edwige Lemoine) : agent stagiaire, puis agent Chloe Price (depuis la saison 4)
- Matt Murray (en) (VF : Thomas Sagols) : agent stagiaire Duncan Moore alias « Selfie » (saisons 5 et 6)

#### Expérimentés
- Matt Gordon (en) (VF : Pascal Montségur) : officier instructeur puis sergent chef de la 15eme division Oliver Shaw
- Ben Bass (VF : Patrick Mancini) : officier instructeur, puis lieutenant Samuel « Sam » Swarek
- Noam Jenkins (VF : Philippe Valmont) : lieutenant Jerry Barber (saisons 1 à 3)
- Eric Johnson (VF : Benjamin Egner) : lieutenant Luke Callaghan, chef des enquêteurs (régulier saisons 1-2, puis récurrent)
- Melanie Nicholls-King (en) (VF : Zaïra Benbadis) : officier instructeur puis lieutenant des Affaires Internes Noelle Williams (régulière saisons 1-3, puis récurrente)
- Oliver Becker (VF : Stéfan Godin) : inspecteur John Jarvis (saisons 5 et 6)

### Acteurs récurrents
- Aidan Devine (VF : Philippe Dumond) : sergent-chef Boyko, chef de brigade de la 15e division. (Saison 1)
- Lyriq Bent (VF : Daniel Lobé) : sergent Franck Best (alors en uniforme bleu, en tant qu'officier instructeur), puis sergent-chef (chemise blanche et cravate), chef de brigade de la 15e division (saison 2 à 4)
- Peter MacNeill (VF : Achille Orsoni) : lieutenant Tommy McNally, père d'Andy
- Camille Sullivan (VF : Sybille Tureau) : lieutenant Jo Rosati (saison 2)
- Adam MacDonald : lieutenant Steve Peck (frère de Gail Peck) (depuis la saison 4)
- Aliyah O'Brien (en) : Holly Stewart (depuis la saison 4)
- Erin Karpluk (VF : Sylvie Jacob) : Agent sous couverture Juliette Ward (depuis la saison 5)

Société de doublage : Chinkel - VSI
Source : DSD (Doublage Série Database)

## Développement

### Production
La coproduction de Canwest et ABC a débuté en avril 2009 sous le titre Copper. Lors de l'annonce de la date de la première diffusion en avril 2010, la série a adopté son titre actuel de Rookie Blue.
Le 16 octobre 2015, la série est annulée,.

### Attribution des rôles
Les rôles principaux ont été attribués dans cet ordre : Missy Peregrym, Gregory Smith, Melanie Nicholls-King (en), Enuka Okuma, Travis Milne, Ben Bass, Eric Johnson, Matt Gordon (en), Noam Jenkins et Aidan Devine.
Pour la deuxième saison, Camille Sullivan joue un rôle récurrent.
Pour la troisième saison, Peter Mooney rejoint la distribution principale.
Pour la quatrième saison, Priscilla Faia et Rachel Ancheril rejoignent la distribution principale.
Pour la cinquième saison, Oliver Becker et Matt Murray rejoignent la distribution principale.

## Épisodes

### Première saison (2010)
1. Servir et Protéger (Fresh Paint)
2. Transgression des règles (Mercury Retrograde)
3. Désillusions (Fite Nite)
4. Mauvaise Passe (Signals Crossed)
5. En plein jour (Broad Daylight)
6. Une balle dans la tête (Bullet Proof)
7. Grosse Chaleur (Hot and Bothered)
8. L'Enfer c'est les autres (Honor Role)
9. Alerte enlèvement (Girlfriend of the Year)
10. Le Transfert (Big Nickel)
11. Les Limites du devoir (To Serve or Protect)
12. La Fille sur le toit (In Blue)
13. Démantèlement (Takedown)

### Deuxième saison (2011)
Le 12 juillet 2010, la série a été renouvelée pour une deuxième saison, diffusée depuis le 23 juin 2011 au Canada et aux États-Unis.
1. La Cible est rouge (Butterflies)
2. Flic ou Voyou (Might Have Been)
3. Lune meurtrière (Bad Moon Rising)
4. Pyromanie (Heart & Sparks)
5. Tous piégés (Stung)
6. De toute évidence (In Plain View)
7. Mise au point (One That Got Away)
8. Quarantaine (Monster)
9. Une histoire de famille (Brotherhood)
10. Un plan sans accroc (Best Laid Plans)
11. Profession de foi (A Little Faith)
12. À double tranchant (On the Double)
13. Nouveau départ (God's Good Grace)

### Troisième saison (2012)
Le 13 juillet 2011, ABC annonce le renouvellement de Rookie Blue pour une troisième saison,, diffusée aux États-Unis et au Canada depuis le 24 mai 2012.
1. Mea Culpa (The First Day of the Rest of Your Life)
2. L'École est finie (Class Dismissed)
3. Dans le feu de l'action (A Good Shoot)
4. Soirée entre filles (Girls' Night Out)
5. Une maison en désordre (Messy Houses)
6. Famille, quand tu nous tiens (Coming Home)
7. Acte de foi (Leap of Faith)
8. Disparitions (1/2) (The Girlfriend Experience)
9. Disparitions (2/2) (Out of Time)
10. Cœur en berne (Cold Comforts)
11. Retour aux fondamentaux (The Rules)
12. Responsabilités partagées (Every Man)
13. Grands projets (I Never)

### Quatrième saison (2013)
Le 26 juin 2012, Shaw Media et ABC ont annoncé le renouvellement de Rookie Blue pour une quatrième saison, diffusée depuis le 23 mai 2013.
1. Surprises (Surprises)
2. Un retour difficile (Homecoming)
3. De nouvelles amitiés (Different, Not Better)
4. Jeunesse en détresse (The Kids Are Not Alright)
5. Substances Toxiques (Poison Pill)
6. Fantômes du passé (Skeletons)
7. Vendredi 13 (Friday the 13th)
8. Pour le meilleur et pour le pire (For Better, for Worse)
9. Les Liens du sang (What I Lost)
10. Mises au point (You Are Here)
11. Dilemme (Deception)
12. Dans la ligne de mire (Under Fire)
13. Règlement de comptes (You Can See the Stars)

### Cinquième saison (2014)
Le 17 juillet 2013, Shaw Media et ABC ont annoncé le renouvellement de la série pour une cinquième saison, de 22 épisodes. Les onze premiers épisodes sont diffusés à partir du 19 mai 2014 au Canada et du 19 juin 2014 aux États-Unis.
1. Entre la vie et la mort (Blink)
2. Selfie (All by Her Selfie)
3. Coups au cœur (Heart Breakers, Money Makers)
4. Dysfonctionnement (Wanting)
5. Sous couverture (Going Under)
6. Deux vérités et un mensonge (Two Truths and a Lie)
7. Pacte avec le diable (Deal with the Devil)
8. Stratégie de repli (Exit Strategy)
9. Déménagement (Moving Day)
10. Fragments (Fragments)
11. Pour l'éternité (Everlasting)

### Sixième saison (2015)
La deuxième partie a été diffusée à partir du 21 mai 2015 au Canada, et du 25 juin 2015 aux États-Unis.
1. Révélations (Open Windows)
2. Une famille parfaite (Perfect Family)
3. Révolte (Uprising)
4. Tourner la page (Letting Go)
5. Un vrai gentleman (A Real Gentleman)
6. Home Run (Home Run)
7. Garçon d'honneur (Best Man)
8. Test d'intégrité (Integrity Test)
9. Vague de chaleur (Ninety Degrees)
10. Dissolution (Breaking Up the Band)
11. 74 petits bonheurs (74 Epiphanies)

## Audiences
La série a connu le meilleur démarrage pour une série canadienne et cela permet à ABC de gagner sa case horaire le jeudi soir.

## DVD Blu-ray
Sortie États-Unis - Canada : (pas de VF)
- Saison 1 : DVD zone 1 + BLU-RAY coffret 4 DVD sortie le 31 mai 2011
- Saison 2 : DVD zone 1 + BLU-RAY coffret 4 DVD sortie le 29 mai 2012
- Saison 3 : DVD zone 1 + BLU-RAY coffret 4 DVD sortie le 7 mai 2013
- Saison 4 : DVD zone 1 + BLU-RAY coffret 4 DVD sortie le 6 mai 2014
- Saison 5 : DVD zone 1 + BLU-RAY coffret 4 DVD sortie le 18 août 2015
- Saison 6 : DVD zone 1 + BLU-RAY coffret 4 DVD sortie le 8 mars 2016
- Saison 1-6 coffret intégrale : 22 DVD zone 1 sortie le 8 mars 2016